# Hirado Buntan
Espèce
Classification APG III (2009)
Hirado buntan est un cultivar de pamplemoussier (Citrus maxima) originaire du Japon, dont la version à chair rose est généralement cultivée. Il est très apprécié en Floride pour son gout et pour sa résistance au froid.

## Origine
The Citrus Industry Vol. 1 le dit né à Nagasaki d'un semis heureux. M. Shiraki rapporte que Youko Matsuura, seigneur de Hirado, présenta ce fruit à Nagasaki en 1842, mais ne sait pas d'où il le tenait, il pense à un fruit d'Asie du sud (un pépiniériste parle de l'Indonésie). Il le trouve proche de 江上文旦 (Egami buntan) autre buntan de la préfecture de Nagasaki. Au Japon, la culture était dispersée dans la région de 平戸市 (Hirado-shi) cité d'Hirado préfecture de Nagasaki, d'où son nom 平戸 (Hirado). Elle est de nos jours déclinante et marginale, le maximum de production en 1965 et 50 ha. Le nom japonais est  平戸文旦 (hirado buntan) et en chinois 平户文丹柚 (Píng hù wén dān yòu) pomelo hirado buntan.
En 1911, H. Atherton Lee signale dans le Journal de Phytopathologie qu'au Japon Hirado Buntan est considéré comme une variété résistante au chancre bactérien des agrumes, il est faiblement atteint dans les cultures américaines en 1918. En 1915 W. T. Swingle envoie des graines aux États-Unis, il écrit dans une lettre datée de Shangaï  «J'ai trouvé à la station expérimentale de Nagasaki un pomelo des plus excellents, Hirado buntan, meilleur que le pomélo de Hongkong, mais pas sans pépins». En 1916, il est introduit aux Philippines depuis Nagasaki par  A. H. Wells et Maria Y. Orosa.
La culture se développe en Floride (il est toujours rare en Californie) vers 1960. Une sélection de mutants est réalisée sur place et c'est depuis la Floride qu'Hirado buntan est introduit en Chine (1990) sous le nom de Jiang hu wen dan. En 1977, il est classé comme fruit d'Indonésie dans Culture de fruits tropicaux négligés et prometteurs, en 1996, la monographie Citrus le décrit comme le plus doux et le meilleur gout des pamplemousses à pulpe rose cultivés en Floride. Au XIIe Congrès International des Agrumes (Valence, 2012) une communication sur les porte-greffes tétraploïde signale l'utilisation d'Hirado Buntan comme fécondateur, elle est suivie par une publication chinoise utilisant le pollen irradié aux rayons gamma d'Hirado Buntan pour l'obtention des haploïdes parthénogénétiques.

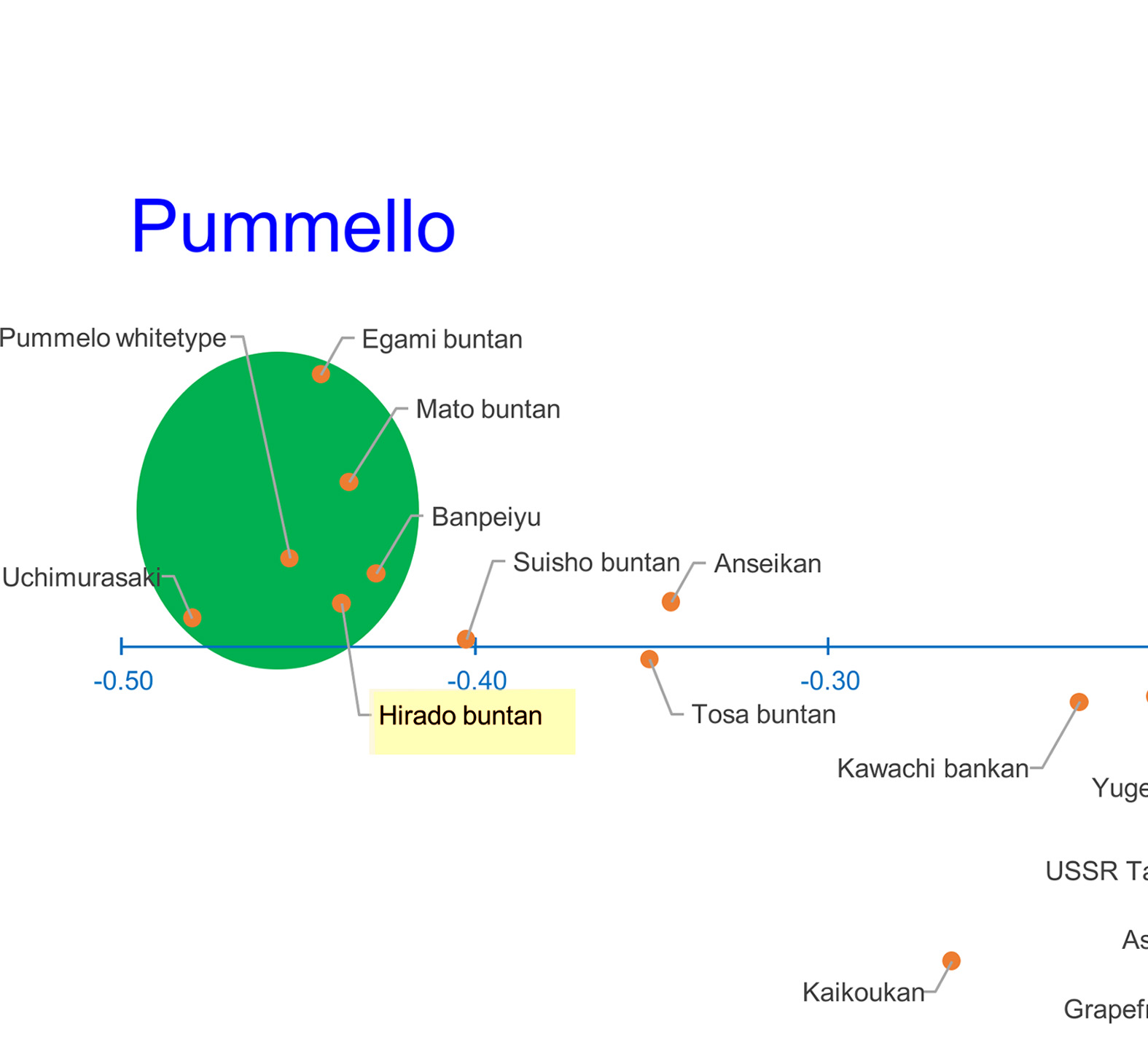
Les pamplemoussiers les plus typés du pole pamplemousse et génétiquement proches d'Hirado sont Bampeiyu, le type blanc et Uchimurasaki (Shimizu et al. 2016)

### Un authentique pamplemousse
Dans la carte des distances génétiques Tokurou Shimizu et al. (2016) placent 6 variétés de C. maxima dans le pole génétique ancestral pamplemoussier, Hirado y figure proche de Banpeiyu, Egami buntan, Mato buntan, le pamplemoussier blanc et Uchimurasaki.

### Modèle dans la recherche
Dès 2004, Wakana et al. montrent qu'il existe un rapport entre la taille de bourgeon floral et l'autopollinisation, Hirado buntan est un des génotypes auto-incompatibles (réaction SI). Ultérieurement la recherche des gènes d'auto-incompatibilité (S) permet d'obtenir des fruits sans graines (2021) et d'isoler des accessions d'Hirado buntan porteurs des gènes S9 et S10 auto-incompatibles. Le ciblage de l'ARN dans le processus d'auto-stérilité est décrit en 2016.
En 2015, l'analyse comparative du transcriptome et du protéasome des Hirado buntan permet d'obtenir un porte-greffe résistants aux stress abiotiques, hybride de l'Hirado buntan S10 et d'un shikuwasa (C. depressa), l'oranger Valencia greffé sur lui a montré une bonne tolérance au sel. Le Japon qui n'avait pas travaillé l'élimination du CTV (virus de quarantaine en Europe et aux États-Unis) a enfin mis en œuvre la technique de micro-greffe d'apex en 2021 sur Hirado buntan, natsudaidai et daidai.

## Le fruit

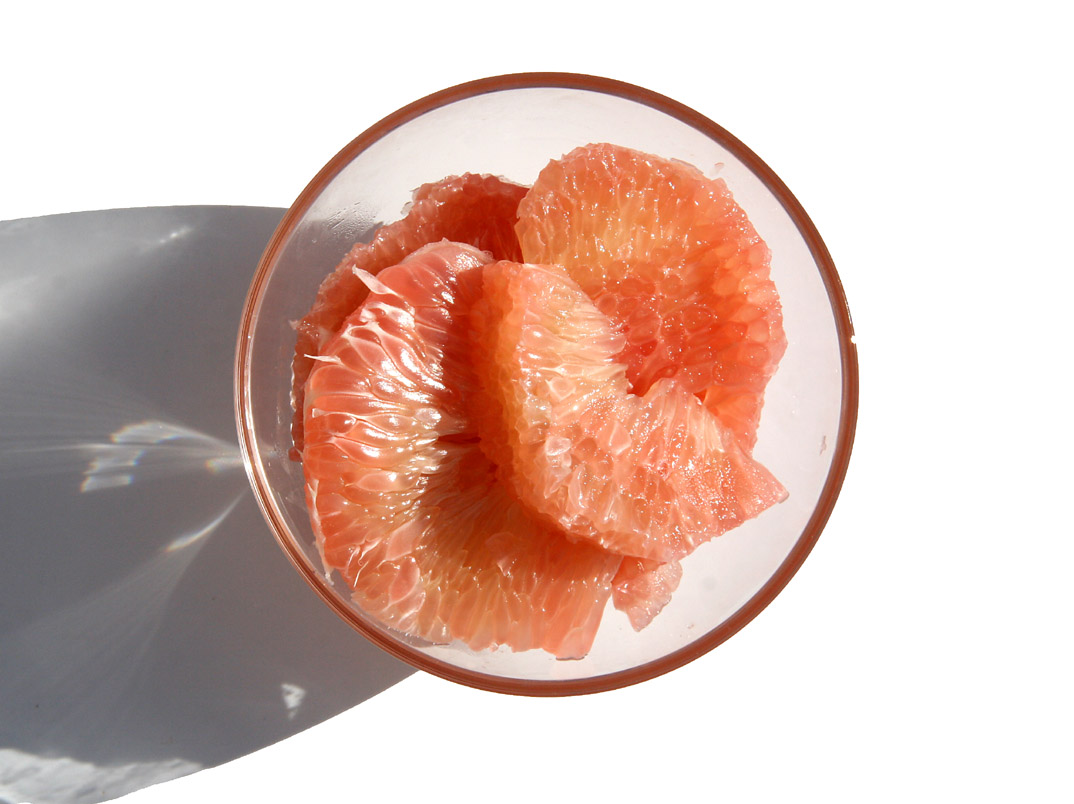
Pulpe rose, le fruit a très peu de graines

L'arbre est moyennement grand et vigoureux, les feuilles grandes, épaisses et ailées. Le fruit se récolte à partir de fin novembre (hémisphère nord) est gros (en moyenne 900 g, de 800 à 1 300 g), aplati, légèrement déprimé et de couleur jaune uniforme à maturité. L'écorce est épaisse et adhérente. Les segments nombreux et inégaux sont séparés par une membranes coriaces. La pulpe a une saveur équilibrée avec un beau mélange sucre/acide/amertume, la texture est agréablement croquante tout en restant juteuse.

## La culture, la descendance
Mise à part l'anecdotique production japonaise et celle de Floride une petite production est signalée au Portugal, il entre dans la composition d'un gin britannique.

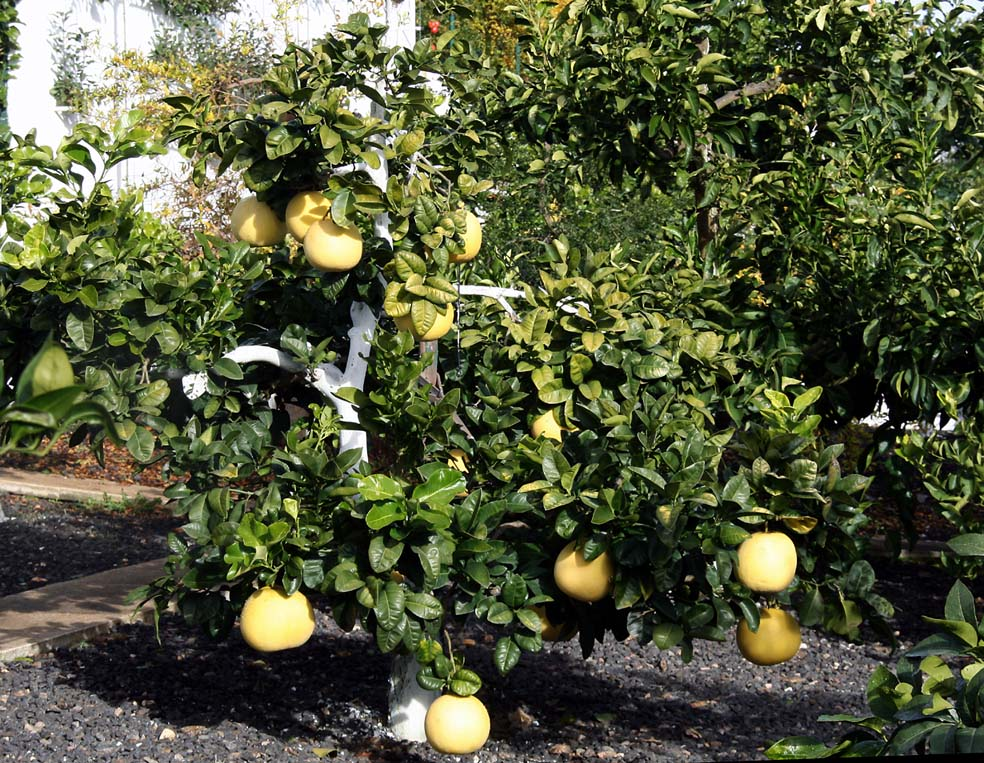
L'arbre avec des fruits mûrs début décembre.

La plante a une légère tendance à l'alternance biennale . Hirado a été hybridé au Japon: les agrumes de nouvelle génération Benimadoka (1993) et Hayasaki (1991) résultent du croisement de Mato buntan et d'Hirado buntan (parent mâle), les pamplemousses May Pomelo et Yellow Pomelo proviennent de Hassaku et Hirado buntan (parent mâle).

## Huile essentielle
L'offre d'huile essentielle d'Hirado buntan est limitée. L'huile essentielle d'Hirado buntan a une abondante présence de β-cubebene (comme dans Uchimurasaki et Mato buntan), la teneur en y-terpinène et terpinolène est inférieure à 0,22 % et 0,02 %. Masayoshi Sawamura et al. (1998) donnent un tableau des composants mesurés.en comparaison des autres pamplemousses la teneur en myrcène est élevée. En 2001, Arthur M. Spanier, Fereidoon Shahidi et al. ont publié une analyse comparative des huiles essentielles d'agrumes qui inclut Hirado buntan.